# Бахарево (Каргапольский район)
Бахарево — село в Каргапольском районе Курганской области. Входит в состав Бахаревского сельсовета.

## История
До 1917 года в составе Мехонской волости Шадринского уезда Пермской губернии. По данным на 1926 год состояла из 119 хозяйств. В административном отношении центр Бахаревского сельсовета Мехонского района Шадринского округа Уральской области.

## Население
| 1989 | 2002 | 2010 |
| ---- | ---- | ---- |
| 217  | ↘163 | ↘121 |

По данным переписи 1926 года в деревне проживало 550 человек (257 мужчин и 293 женщины), в том числе: русские составляли 100 % населения.